# گاودانه (لردگان)
گاودانه روستایی از توابع بخش منج شهرستان لردگان در استان چهارمحال و بختیاری است.

## جمعیت
این روستا در دهستان منج قرار دارد و براساس سرشماری مرکز آمار ایران در سال ۱۳۸۵، جمعیت آن ۱۰۲ نفر (۲۱خانوار) بوده‌است.